# Escudo de Blanes
El escudo de armas de Blanes es un símbolo del municipio español de Blanes y se describe, según la terminología precisa de la heráldica, por el siguiente blasón:

«Escudo embaldosado: de gules, una cruz estrecha de plata. Al timbre, una corona mural de villa.»

## Diseño
La composición del escudo está formada sobre un fondo en forma de cuadrado apoyado sobre una de sus esquinas, llamado escudo de ciudad o escudo embaldosado, según la configuración difundida en Cataluña al haber sido adoptada por la administración en sus especificaciones para el diseño oficial, de color rojo vivo (gules). Tiene una sola carga, que es una pieza en forma de cruz que toca los límites del escudo de color entre blanco y gris claro (argén, también llamado plata). Una cruz es la unión de un palo y una faja y estos ocupan un tercio del escudo. La propiedad estrecha especifica que ocupa la mitad de su ancho, siendo entonces de un sexto del escudo.
El escudo está acompañado en la parte superior de un timbre en forma de corona mural, que es la adoptada por la Generalidad de Cataluña para timbrar genéricamente a los escudos de los municipios. En este caso, se trata de una corona mural de villa, que básicamente es un lienzo de muralla amarillo (oro) con puertas y ventanas en negro (cerrado de sable), con ocho torres almenadas, cinco de ellas vistas.

## Historia

Escudo de Armas de los Blanes. De gules, una cruz de plata..

Este blasón fue aprobado el 1 de octubre de 1993 y publicado en el DOGC nº 1.807 de 11 de octubre del mismo año.
Probablemente, originario de la Casa de Saboya también reyes de Italia, a través de Ginés de Saboya, que vino a España a la conquista de Cataluña a las órdenes de Carlomagno, recibiendo en premio el señorío de la villa de Blanes.
Se trata de armas arqueológicas de vasallaje. El escudo de gules con una cruz de plata son las armas de los Blanes, linaje que durante el siglo XII fueron señores de la villa.